# 岑特拉利内 (梁赞州)
岑特拉利内（羅馬化：Tsentralʹnyy）是俄罗斯梁赞州米洛斯拉夫斯科耶区第二大聚居地，也是该区除行政中心之外的另外一座市级镇。地处梁赞州西南部，位于区行政中心米洛斯拉夫斯科耶东北、州府梁赞南偏西方。
该地2022年人口有2,138人；2010年人口2,159；2002年人口1,960；1989年人口2,588。